# Jekaterina Grigorjeva (atlete)
Jekaterina Grigorjeva-Lesjtsjova (Russisch: Екатери́на Васи́льевна Григо́рьева-Лещёва) (Volgograd, 21 april 1974) is een Russische sprintster, die is gespecialiseerd in de 100 m en de 200 m. Ze won drie gouden medailles op de Militaire Wereldspelen.

## Loopbaan
Op de Olympische Spelen van 1996 in Atlanta viste Grigorjeva met een vierde plaats op de 4 x 100 m estafette net naast de medailles. Op de wereldkampioenschappen van 1997 in Athene behaalde ze op de 4 x 100 m estafette en de 200 m de finales. Op het individuele nummer werd ze vierde in 22,50 s en met de Russische estafetteploeg eindigde ze op een vijfde plaats.
Haar beste prestaties leverde Jekaterina Grigorjeva in 2006 door op de Europese kampioenschappen in Göteborg allereerst op de 100 m een zilveren medaille te veroveren. Met een tijd van 11,22 eindigde ze achter de Belgische Kim Gevaert (goud; 11,06) en voor haar landgenote Irina Chabarova (brons; 11,22). Vervolgens snelde zij naar het goud op de 4 x 100 m. Samen met Joelia Goesjtsjina, Natalja Roesakova en Irina Chabarova kwam het Russische team tot 42,71, ver voor het Britse team dat in 43,51 tweede werd en het viertal Wit-Russinnen, dat in 43,61 als derde finishte.

## Titels
- Europees kampioene 4 x 100 m estafette - 2006
- Russisch kampioene 100 m - 1995, 1997, 2001, 2006
- Russisch kampioene 200 m - 1997, 2001
- Russisch indoorkampioene 60 m - 2005
- Russisch indoorkampioene 200 m - 1995

## Persoonlijke records
Outdoor
| Onderdeel | Prestatie | Datum           | Plaats   |
| --------- | --------- | --------------- | -------- |
| 100 m     | 11,22 s   | 9 augustus 2006 | Göteborg |
| 200 m     | 23,07 s   | 16 juli 2006    | Toela    |

Indoor
| Onderdeel | Prestatie | Datum            | Plaats    |
| --------- | --------- | ---------------- | --------- |
| 60 m      | 7,23 s    | 10 februari 2005 | Wolgograd |
| 200 m     | 23,65 s   | 15 januari 2005  | Wolgograd |

## Prestaties

### 100 m
- 1995:  Militaire Wereldspelen - 11,46 s
- 1995:  Europacup - 11,16 s
- 1999:  Militaire Wereldspelen - 11,41 s
- 2003:  Militaire Wereldspelen - 12,29 s
- 2006:  EK - 11,22 s

### 200 m
- 1994:  Europacup U23 - 23,52 s
- 1997: 5e WK indoor - 23,81 s
- 1997: 4e WK - 22,50 s
- 1997:  Universiade - 23,18 s
- 1999:  Militaire Wereldspelen - 23,24 s
- 2000:  EK indoor - 23,20 s

### 4 x 100 m estafette
- 1996: 4e OS - 42,85 s
- 1997: 5e WK - 42,50 s
- 2006:  EK - 42,71 s
- 2007: 5e WK - 42,50 s